# Filip Finvidsson
Filip Finvidsson i källorna också känd som Filip av Rumby (Philippi de Runby), levde ännu 1307, storman i Uppland, kallas i det svenska stadfästelsebrevet till Upplandslagen Filip Röde. Son till en Finvid. Det är möjligt att Finvids hustru var dotter till den 1251 avrättade Filip Petersson, en av ledarna av folkungaupproret samma år.

## Biografi
Den omtalade namnformen Filip av Rumby förmedlad via Peter Andreas Munch i Det norske folks historie och Anders Magnus Strinnholm i Svenska folkets historia från äldsta till närwarande tider, har påståtts vara ett påhittat namn som inte återfinns i några källor,  men namnformen Filip av Rumby förekommer i Svenskt Diplomatariums huvudkartotek över medeltidsbreven.
Enligt Sofie Adlersparre i Antikvarisk tidskrift för Sverige var Filip Peterssons sonson Philip Finvidsson var tronkrävare, förde i vapnet bjälken och skrev sig till Runby, att han hade en son som hette Jedvard och hade sköldemärket bjälken. Namnet Jedvard förekommer icke i diplomen för någon mer än denne Jedvard Philipsson av Runby och Joarus Edvardsson, konung Erik den heliges broder. Andra källor säger att han bar som vapen en schackspelsrutad balk.
Filip tillhörde den skara som förordade Magnus Ladulås som kung istället för Valdemar, men ändrade sig senare och blev folkunge och motståndare till Magnus Ladulås. Han deltog i "Filipssönernas uppror" mot kungen men klarade sig till skillnad från övriga upprorsledare från att bli halshuggen, däremot fick han avstå en stor del av sina egendomar.
Nämns 1296 som en av representanterna för Attundaland vid Upplandslagens utarbetande.
Karakteristiskt för Rumbyätten var dess starka kyrkliga anknytning. Två av Filips söner var kyrkoherdar (sockenpräster) i Uppland, och en tredje ärkebiskop.
Filip Finvidsson var gift med en dotter till Karl Tjälfvesson (Fånöätten) och syster till Johan Karlsson (Fånöätten).

## Barn
1. Bengt Filipsson, kyrkoherde i Litslena
2. Johan Filipsson, kyrkoherde i Knivsta.
3. Peter, ärkebiskop.
4. Jedvard Filipsson (Rumbyätten), riddare, med honom dog ätten ut på manssidan strax före 1330.
5. Ingegärd Filipsdotter, g.m. Magnus Gregersson (Bjälboättens oäkta gren)